# Witold Szczuciński
Witold Szczuciński (ur. 1976) – polski profesor nauk ścisłych i przyrodniczych w zakresie geologii i geochemii

## Życiorys
Absolwent geologii Uniwersytetu im. Adama Mickiewicza w Poznaniu, a także studiów na kierunku Coastal Geosciences and Engineering (nauki o Ziemi i inżynieryjne w strefie wybrzeży) na Uniwersytecie Christiana Albrechta w Kilonii (Niemcy). Stopień doktora nauk o Ziemi w dyscyplinie geologia otrzymał w 2004 na Uniwersytecie im. Adama Mickiewicza w Poznaniu po obronie pracy Późnoholoceńska sedymentacja i zapis zmian środowiskowych w osadach Billefjorden, Svalbard. Rok później habilitował się na podstawie monografii Zapis geologiczny i skutki środowiskowe wielkich tsunami: w 2004 roku w Tajlandii i w 2011 roku w Japonii. Tytuł profesora otrzymał w 2023.
W ramach prac badawczych uczestniczył w ponad 20 rejsach i wyprawach, głównie w rejon Spitsbergenu, na Morze Południowochińskie i wybrzeże Morza Andamańskiego. W rejonie Morza Południowochińskiego zajmuje się obecnie rozwojem jednej z największych delt rzecznych na świecie – delty Mekongu.
Pracuje w Instytucie Geologii Uniwersytetu im. Adama Mickiewicza w Poznaniu. Jest członkiem Akademii Młodych Uczonych Polskiej Akademii Nauk.

## Nagrody i wyróżnienia
- Laureat Nagrody Naukowej "Polityki" (2010).

## Publikacje
Jest autorem licznych publikacji naukowych z zakresu sedymentologii, geochemii, geozagrożeń oraz geologii morza.